# 4002 Shinagawa
A 4002 Shinagawa (ideiglenes jelöléssel 1950 JB) a Naprendszer kisbolygóövében található aszteroida. Karl Wilhelm Reinmuth fedezte fel 1950. május 14-én.